# Odontestra
Odontestra é um gênero de traça pertencente à família Arctiidae.